# Cmentarz żydowski w Narwi
Cmentarz żydowski w Narwi – nekropolia żydowska założona w końcu XIX wieku. Zajmuje obszar 0,7 ha (przed II wojną światową 1 ha).
Na cmentarzu zachowało się około 30 stojących nagrobków, oraz bliżej nieokreślona liczba przewróconych i ukrytych pod mchem.